# NANAの登場人物
NANAの登場人物（ナナのとうじょうじんぶつ）では、矢沢あい原作の漫画作品『NANA』に登場する人物を解説する。なお、記述されている年齢は、物語の舞台である2002年時点のものである。

## 主人公
大崎 ナナ（おおさき ナナ）
アニメでの声優：朴璐美/アニメでの歌唱役：土屋アンナ/PS2ゲームでの声優：皆川純子/映画1・2：中島美嘉
1981年3月5日東京都目黒区生まれ。コミック1巻第2話では18歳。2巻から20巻まで20歳。21巻で21歳を迎えた（現在）。身長：162cm。体重：43kg。星座：魚座。血液型：A型。
本作の主人公。バンドBLACK STONES（ブラックストーンズ、ブラスト）のメインボーカリスト。二の腕に「蓮（レン）のタトゥー」を持つ。セブンスターを愛煙。2001年3月5日、20歳の誕生日に、小松奈々（通称ハチ）と上京する新幹線の中で偶然知り合い、その後ひょんなことからルームメイトになる。
母親はナナが4歳のときに蒸発し、父親に至っては戸籍上で記載されていないため全く知らない。育ててくれた祖母・美雪も、ナナが高校を退学して間もない15歳の時に死去しており、天涯孤独である。その後、ノブの紹介で本城蓮と出会い、同棲し始める。しかし、蓮がトラネスに引き抜かれて上京するとき、同行せずいったん破局する（1巻）。上京したあとに復縁するが、あるトラブルから喧嘩になり一方的に別れ、それが最後の言葉となってしまった。
線の細い美人で、出会ったばかりの奈々がその横顔に見惚れたほど。性格は男勝りで、レンの影響からか言葉遣いは荒く、キレやすい。思い込みの激しいハチのツッコミ役的存在である。その一方、ヤスには依存しきったようなところがある。異性愛者であるが、気軽に同性とキスをする。
母親に置き去りにされた心的外傷からか、所有欲が強い。レンが恋人である自分より仕事を優先するなど、周囲が自分の思い通りにふるまってくれないことで生じた心労から過呼吸を発症（11巻）してしまう。
ブラストのボーカルとしてデビューするも、シンの不祥事で活動休止に追い込まれたために、金本に提案されてソロデビューを決意した（18巻）。
数年後、何らかの理由により日本の生活を捨て、イギリスで暮らしていることが発覚。バーなどで歌を歌っている姿が倉田に目撃されている（16-17巻）。
 一ノ瀬 奈々（いちのせ なな）

アニメでの声優：KAORI/PS2ゲームでの声優：宍戸留美/映画1：宮﨑あおい/映画2：市川由衣
1980年11月30日生まれ。旧姓は小松（こまつ）。16巻で21歳を迎えた。コミック1巻第1話では18歳（高校3年生）、2巻から16巻まで20歳。身長：158cm、体重：46kg。星座：射手座。血液型：B型。
本作におけるもうひとりの主人公。共同生活初日にナナから「妙になつっこくて従順なんだけどすっげぇ世話がかかる犬みたい」という発言からハチと呼ばれ始め（2巻）、以来ナナと区別するためにブラストのメンバーやレンなどからはハチ、もしくはハチ子と呼ばれることが当たり前のようになる。
ナナとは違い、一般家庭のもと、3人姉妹の次女で県内の普通レベルの女子高卒と、いたって普通な生い立ちである。性格はナナとは対照的に親しみやすく愛嬌があり、呑気で天真爛漫。不器用なところもあるがちゃっかりしており、わがままな一面がある。他人に流されやすく、一目惚れが多い。料理上手。男性遍歴としては、高校時代に既婚の男性（浅野）と不倫。その後、デザインの専門学校で出会った章司と付き合い始め、東京都内の美術大学に入学した章司を追って上京。
ファンクラブの会員になっているほどトラネスが好きで、特にタクミのファン。
上京して間もないころに、ノブの作った曲にナナがデタラメな英語を乗せて歌ったのを聞き、ブラストの東京ファン（自称）第1号となる（2巻-3巻）。浮気した章司と別れたあと、ナナとレンの仲介で知り合ったトラネスのメンバー・タクミと関係を持つ。そんな中、ブラストのメンバー・ノブに対する自分の想いに気付き、タクミに別れを告げ（ることができたと本人は思っていた）、晴れてノブと付き合うことになるが、妊娠していることが発覚してしまう。その事実をタクミから知らされたノブは、タクミとの付き合いが続いていたのではないかと奈々を非難。ノブを愛していながらも、結局は自分を理解して優しくしてくれたタクミを選び、ノブとは別れることとなる。諸事情でタクミとは白金の家賃70万円のマンションに同棲しながらも結婚できない日々が続いたが、2001年11月13日に入籍。晴れて一ノ瀬奈々となる。
ナナと奈々がしているダイヤのついた婚約指輪は同じモデルの指輪である。タクミが奈々に贈った物を、蓮がタクミから聞き出し、ナナに渡した。

## BLACK STONES
通称「ブラスト（Blast：突風という意味）」。「ブルート」を解散したヤスとレンを中心に、レンの後輩であったノブと、その場にたまたま居合わせたナナを誘って結成されたパンクバンド。「海辺の町」でアマチュアとして活動していたが、レンの脱退で活動停止。
その後、上京したナナを追ってノブが合流、ベーシストとして新たにシンが加入したことに加え、ヤスも再びドラムでの参加を決意し、新生ブラストとして活動を再開する。ライブへの出演で人気は高まっていたが、ナナとレンの熱愛が報道されたこともあり、一気にメジャーデビューまで登りつめる。
現在はトラネスに劣らない大人気バンドになったが、マスコミなどへの露出や曲調の変化などが原因でアマチュア時代からのファンが急激に離れてしまう。2001年の賞レースを総なめにし、「赤白歌合戦」にも出場し、翌2002年には初の大都市での全国ツアーも予定されていたが、公演直前（初回公演の当日）にシンの不祥事でツアーは全公演中止となり、活動休止に追い込まれてしまう。
デビュー後のリリース作品はデビューシングル「Blast!」、アルバム「BLACK SPOT」の二作。所属事務所は四海コーポレーション、レコード会社はガイアレコード。
高木泰士（たかぎ やすし）
アニメでの声優：川原慶久/PS2ゲームでの声優：津田健次郎/映画1・2：丸山智己
初登場21歳。現時点で23～24歳。4月生まれらしい。身長：185cm、体重：72kg。血液型：A型。
ブラストのリーダーで、ドラム担当。ナナの保護者代わりでもある。通称やっさん、ヤス、ハゲ。スキンヘッドにサングラスという凄みを感じさせる容貌とは裏腹に、非常に懐が深い性格で周囲からの信頼も厚い。自分が心を許した相手を非常に大切にし、自分と相手との関係性にはこだわらない。またグループ内で年長であり、常に冷静な状況判断をする。
幼くして交通事故により両親を亡くし、児童養護施設に預けられる。レンとは同じ施設で育った兄弟のような仲。小学3年生の時に子供のいない高木夫婦に引き取られ、品行方正に育つ。中学時代には生徒会長を務めており、タクミとナオキは同級生だった。また、地元の国立大学法学部在学中に司法試験に合格した秀才でもあり、卒業からメジャーデビューまでは弁護士事務所に勤務していた。しかし、司法修習を受けていないため、事務のみ担当していたらしい。高校時代からしばらくレイラと交際していたが、のちに破局している。
愛煙している煙草は「BlackStone Cherry」。趣味は麻雀。好きな酒は純米酒、洋酒ならバーボン（作者と同じということである）。賭けが好きで、ナナたちのことをネタに、シンとよく万札を賭けて勝負したりしている。使っているパソコンはPowerBook G3。
寺島伸夫（てらしま のぶお）
アニメでの声優：関智一/PS2ゲームでの声優：植木誠/映画1・2：成宮寛貴
初登場18歳。現時点で21歳。1981年1月23日生まれ。身長：167cm、体重：52kg。星座：水瓶座。血液型：A型。
ブラストのギタリスト、作曲担当。通称ノブ、ノブ夫、おぼっちゃま。人懐っこく騒がしい性格で、奈々とは気が合う。見た目によらず真面目で酒に弱く、酔うとかなり口が軽くなる体質。
旅館を経営する裕福な家庭の一人息子として生まれ、何不自由なく育つ。中学校に入ってすぐ、当時3年生だったレンの演奏に感銘を受けて軽音部に入部。その際、ノブの父親はギブソンの純正ギターを買い与えたが、バンド活動に熱中しすぎた息子が勉強を疎かにしたため激怒、ギターを没収した。しかし、この一件はノブを、よりバンド活動に熱中させていく。高校入学と同時にナナと出会い、孤独に生きてきた彼女の生涯初の親友となり、ナナとレンが出会うきっかけを作った。ナナが上京した数日後には「ナナの後ろでギターさえ弾ければそれだけで幸せ」と言って上京。その時に初めて出会った奈々とは後に交際するが、奈々の妊娠を知ってタクミとの二股を疑ってしまい別れた。後に、奈々が一番辛いときに逃げてしまったと後悔している。メジャーデビュー後は百合と付き合っている。
コミック16巻では特別版である『NOBU』が読み切りで発表。幼いころボーイスカウトに入団していたこと、かなり惚れっぽい性格であったことなどが描かれている。初恋は4歳のときで、相手は実家の旅館で働いていたユミちゃん（当時20歳）。かなり純情だが、誘惑してきた香坂百合には鼻血を出しながらも、「百戦錬磨のような器用な指」と絶賛された。美雨に惚れそうになるが、年上だと知って瞬時に諦めた。
未来のシーンでは何らかの事情で故郷に戻り、実家の旅館を手伝っている（18巻より）。
『NOBU』の作中やレンの死亡シーンなどで、いわゆる霊感が高いと思わせるような表現が見られる。
岡崎真一（おかざき しんいち）
アニメでの声優：石田彰/PS2ゲームでの声優：木村良平/映画1：松山ケンイチ/映画2：本郷奏多
3巻初登場から12巻まで15歳（当初は兄のプロフィールを利用し18歳と偽っていた）。現時点で16歳。1985年11月1日生まれ。身長：169cm、体重：52kg、星座：蠍座。血液型：AB型。
ブラストのベーシスト。通称シン。初登場時は中学卒業を控えていた。のちに髪を青く染めて耳や唇にピアスを開ける。生まれと育ちはスウェーデン。戸籍上の父親は日本人だが、スウェーデン人の母と浮気相手であった現地の男性との子らしい。
母親はシンが生まれてまもなく自殺し、上述のことから父からは邪険な扱いを受けるなど複雑な家庭に育つ。クールで大人びた雰囲気の一方、子供っぽい一面も。異母兄が1人いる（1月25日生まれ）。レンに憧れており、ベースの弾き方はレンに酷似している。バンド仲間で酒や麻雀が1番強い。愛用の煙草はヤスと同じく「BlackStone Cherry」。
未成年で非行に走る一方、無邪気で子供っぽく仲間思いな優しい一面もある。世間一般常識や漢字をあまり知らず、七並べをヒチナラベ、お雑煮をお像煮と言ったりするお茶目な面も。ただし、スウェーデン訛りのイギリス英語は堪能。
家出したあとに凌子に拾われてからは、その美貌を武器に美少年好きの女性に体を売って生計を立てていた（プロデビューが決まってからはやめている）。その延長でレイラとも関係を持つようになり、誰にも秘密でたびたび逢瀬を重ねていた。最初は「仕事」の延長としてのレイラとの付き合いだったが、そのうちに本気の恋へと変わっていく。しかし、蓮とレイラのツーショット写真が暴露されたことをきっかけに、その関係はいったん破綻してしまう。
奈々を「ママ」と慕っているが、さまざまな事情からタクミのことは嫌い。ブラストの全国公演初日に、大麻（マリファナ）所持でかつて体を売っていた相手の一人である凌子とともに逮捕され、これが原因でブラストは活動休止となる。その後、未成年で初犯のため保護観察で済んで出所した。未来のシーンでは俳優として芸能界に復帰し、連続ドラマに主演するまでなった（18巻より）。

## TRAPNEST
通称「トラネス」。レイラとタクミを中心に結成されたロックバンド。ブラストと同じ「海辺の町」でインディーズとして活動し、のちにブラストを脱退したレンが加入してメジャーデビュー。押しも押されもせぬ超人気バンドとなるが、賞レースは辞退している。本編中での最新作はアルバム「TRIGGER」、シングル「TRUST」。未来のシーンでは死亡したレン以外のメンバーが何らかの理由でロンドンに移住しており、活動はしていない模様。所属事務所はCOOKIE MUSIC（クッキーミュージック）。
芹澤レイラ（せりざわ レイラ）
アニメでの声優：平野綾/アニメでの歌唱役：OLIVIA/PS2ゲームでの声優：myco/映画1・2：伊藤由奈
1978年11月1日生まれ。身長：164cm、体重：48kg。星座：蠍座。血液型：AB型。
トラネスのボーカリスト、作詞担当。日本女性離れした美貌と抜群の歌唱力で、舞台上では高嶺の花といった感じだが、実際の印象はかなり異なり、子供っぽい天然キャラ。語尾を伸ばして話す癖があり、幼馴染であるタクミも無自覚に同じ癖を持つ。日米をルーツに持つが所属事務所の方針として公表しておらず、公表プロフィール上では綴りを本名の Layla ではなく Reira としている。
父親と6歳で死別し、母親の故郷である日本に移住するまでニューヨークで育ち、幼少期は日本語が不明瞭であった。引っ越し先の近所に住んでいたタクミと出会う。小学生時代はいじめから守ってもらい、互いに日本語と英語を教え合い日々一緒に遊ぶなど幼馴染として過ごす。
タクミに密かな恋心を抱いており幼少期から何度か告白するものの、タクミから見るとレイラは成育環境の息苦しさから救ってくれた重要な存在であるようで「自身の手で汚したくない」と思われている。レイラ本人はその事情をはっきりと説明されぬまま妹のような存在として扱われ、告白は躱され続け、思いは実っていない。中学時代からタクミと組んだトラネスでバンド活動を続け、同じ高校へ進学するなど付かず離れずの距離を保ち、タクミの女性遍歴や強権的な活動方針なども側で見続ける。音楽活動を通して親しくなったヤスと交際。タクミの自分への幻想に薄々気付いており、ヤスにそれを「ぶち壊して欲しい」と懇願して関係を進展させたものの、音楽活動に関する意欲の面ですれ違いを起こし、トラネスの上京直前に破局した。シンとはお金をきっかけに始まった関係だが、タクミと奈々の婚約をきっかけに急発展。7歳という年齢差がありながらも、シンの思いやりある言動に心を動かされ一時はその愛情に応えるようになる。しかしレンと抱き合っているかのような偶然の瞬間を熱愛ツーショットとして公表されそうになり、ゴシップ記事を握り潰してくれたバンドと事務所スタッフへの責任感から、よりスキャンダラスな関係性であるシンとは距離を置きバンド活動に専念することを半ば一方的に決めてしまったため破綻する。シンから誕生日祝いとしてデザイン違いのルビーの指輪を贈られたが、関係見直し後も小指に着用していることがある。
ナナからは同じ女性ボーカリストとして、またレンが現在仕事上全力で守るべきバンドメンバーとして扱っている点で、奈々からはタクミが注視して見守り、長年守るべき存在として時に家族より優先しているという点で、両者から複雑な思いを抱かれており、レイラ本人も薄々気付いている。両者に接するときは気まずさや世間知らずからの配慮に欠ける言動が出てしまうものの、なるべく明るく親切に振る舞おうとしている。
使っているパソコンはソニー・VAIO。名前の由来は父親が好きだった曲『いとしのレイラ』より。
本城蓮（ほんじょう れん）
アニメでの声優：木内秀信/PS2ゲームでの声優：櫻井孝宏/映画1：松田龍平/映画2：姜暢雄
身長：182cm、体重：64kg。血液型：A型。
元ブラストのベース担当で、現在はトラネスのギターと作曲を担当。ナナの恋人。生後間もなく港湾の倉庫に遺棄されていたところを発見保護され、ヤスと同じ施設で育つが、ヤスと違い里親制度の利用や養子縁組などはされておらず、ナナと同じく天涯孤独。施設からはたびたび抜け出し、捨てられていたギターを自身が遺棄されていた倉庫街へ持ち込んで引き続けるなどして過ごす。中学生時点でバンドを始め、当初はヤスや他のメンバーとともにバンド「ブルート」を組んでいた。しかしメンバーに対する不満などからブルートを解散し、ヤス、中学の後輩であったノブ、ノブの友人であったナナとともにブラストを結成。ブラストではノブにギターを担当させ、自身はベースを担当。セックス・ピストルズのコピーやオリジナル曲で活動。
ナナとはブラスト結成後しばらくしてから結ばれ、それまでの女性遍歴は切り捨てて同棲もしていた。その後、タクミからトラネスのメジャーデビュー直前に抜けたギタリストの代わりとして引き抜き話を持ち掛けられるが、ブラストメンバーではヤスにのみ相談、ギターで生計を立てる確実な道として背中を押され、トラネスメンバー加入を決意。上京直前にノブ、恋人であるナナに意志を告げる。これによってブラストからは脱退、一方でトラネスは歴代最強メンバーと称されることとなる。
性格は見かけによらず非常に穏やかで温厚。真顔でボケをかますため、たびたび周囲の迷惑を買っている。トラネスではタクミのワンマンな仕事態度や奔放な私生活に関して基本的には当たり障りなく接するが、周囲の人間との軋轢が生まれそうな際には鋭い指摘もできる存在。一方でタクミのバンドやスタッフへの責任感の理解者でもある。
ナナに関しては一人の自立した人間として扱うべきという理性や深い愛情、家族を持ちたいという願望、ナナを自分の思うように独占しておきたいという、相反する複雑な愛情を抱えており、それまでの女性遍歴とは打って変わって唯一の恋人として接していたため、上京後の別れていた時期の寂しさとナナを傷付け手離したという苦痛に耐え兼ね、マリファナに手を出したようである。また現在の「ナナとトラネスどちらも大切にしたい」というジレンマによる苦悩や、多忙を極める仕事上円滑な創作活動のためという理由で成田から定期的に与えられるコカインにも手を染めており、次第に依存症と薬物断ちに思い悩み、離脱症状に苦しむ。ヤス・タクミ・レイラには気付かれており、暗に問い質された際はレン本人も認める。
黒革のライダースを愛用しており、少なくとも10着以上同じものを自宅クローゼットに所有している。非常にハンサムかつ来るもの拒まずで「ブルート」時代からグルーピーには事欠かなかった。短い黒髪を常にスパイクヘアにしている。筋肉質な上半身に前述のライダースを直接着用することもある。
アニメ（特に「みなしごハッチ」がお気に入り）やマンガ（週刊少年ジャンプ）が好き。セブンスターを愛煙。愛車はタクミが「トラネスのレン」のイメージに合うとして選んだ65年型シェルビー。首に付けている南京錠のペンダントはナナがブラスト時代にプレゼントしたもので、鍵はナナが持ち続けていたため自身で取り外すことは不可能であったが、ナナが上京後に関係を完全に解消するために鍵を返しに直接会いに行ったことがきっかけとなり、二人はよりを戻すことになった（ナナがセックス・ピストルズのシド・ヴィシャスとナンシーの関係性を意識したもの）。
レンの薬物依存症の深刻化が原因で、タクミがトラネスの休止期間を準備していたが、それを知らずにレイラが「レンに依存を断ち切る時間を与えるため」とストを決行し帰郷。レイラからの拒絶と見たタクミが寝込んでしまったのを知ったレンが責任を感じ、レイラに直接事情を説明し戻るよう説得するため、自身の運転で地元へ急行するが、レイラとレンの恋仲をでっち上げようと画策していたパパラッチに車で追われ、雪道の中ノーマルタイヤでスピードを上げてしまったことに加え、薬物の影響か、ナナの姿の幻を見てハンドル操作を誤り交通事故を起こして急逝（20巻-21巻）。奇しくも当日は婚約者であるナナの21歳の誕生日の前日であり、事故現場もブラスト時代にナナと同棲していたアパートだった。
事故の前には奈々の子の名付け親になった。出発直後に電話で奈々から改めて礼を言われ、ナナの誕生日には共に会いに行こうと誘われていた。奈々はレンと直接会話を交わした最後の人間となった。
ブラストがシンの薬物所持による活動休止の際、ナナから電話でシンの代役のベースとして依頼されるものの、孤独の身の上で生きる自身やシンにとってのバンドへの責任感と存在意義を重視し、きっぱりと断る。これをきっかけとして喧嘩に陥り、それがナナとの最後の会話になってしまった（18巻）。事故を起こした車のトランクに積んだギターケースの中にはナナへの誕生日プレゼントが入れられており、マネージャー木下によりナナの元に届けられたが、未開封である。
一ノ瀬巧（いちのせ たくみ）
アニメでの声優：森川智之/PS2ゲームでの声優：子安武人/映画1・2：玉山鉄二
1977年12月12日生まれ。身長：183cm、体重：67kg。星座：射手座。血液型：O型。
トラネスのリーダーであり、ベースおよび編曲担当・楽曲や活動全体のプロデューサー。黒い長髪がトレードマーク。レイラやレンほどの認知度はなく、一般人からは「トラネスのロンゲの人」と呼ばれることもしばしば。それゆえ、事務所からは髪型を変えることを禁じられている。普段は仕事のことばかり考えているタイプの人間。頭の回転が非常に早く、とっさの判断による対応で周囲の人間のピンチを救うこともある。
レイラとは幼馴染。ヤスやナオキと同じ中学の出身で、当時は番長として恐れられていた。中学時代は学校の窓ガラスを割る、キレるとバットを持って暴れる、トイレで喫煙や女生徒との性行為に耽るといった具合で素行は悪かったが、高校はそれなりのレベルの公立の進学校に合格するなど、勉強もそつなくこなすタイプだった。バンド活動においても大変な暴君と言われ、そのワンマンな活動方針にトラネスはメンバーの脱退が多く、レイラ以外のメンバーは何度も変わった。
父親がアルコール依存症で、母親は病の末、タクミが高校3年のときに亡くなった。それゆえ、家族というものにあまり明るい思い出がなく、温かい家庭に憧れているという一面もある。姉は一時グレていたらしいが、弟の進学と母親の治療費のために高校進学せずに就職し、家計を支えてくれたという。現在は一般の会社員と結婚し、アルコール依存症の父親の面倒も見ており、タクミからの仕送りも受け取らないほどしっかり者になっている。ずっと親に代わって姉に面倒を見てもらっていたせいか、レイラいわく「かなりのシスコン」。姉が妊娠・結婚したときはかなり落ち込んでいたらしく、相手の男性をボコボコに殴ってしまったが、自身は避妊が甘い。
愛車はベンツのゲレンデ・バーゲン。ジタンを愛煙。現在は奈々と結婚して、未来のシーンには皐・蓮という子供（後述参照）が登場している。ロンドンに蓮と住んでおり奈々・皐とは別居状態。結婚の経緯上、ナナからはひどく嫌われている。
高校時代、恋人の一人を妊娠させてその中絶費用をヤスから利子つきで借りた経験がある。家庭環境からカップラーメンが嫌い。風呂場のアヒルのおもちゃに「ポチ」と名付けている。
藤枝直樹（ふじえだ なおき）　
アニメでの声優：勝杏里/PS2ゲームでの声優：斎藤恭央/映画1・2：水谷百輔
身長：178cm、体重：65kg。血液型：B型。
中学時代にタクミと知り合い、地味な青春を抜け出したいという理由からバンド活動を始め、のちに正式なトラネスのドラマーとなる。タクミと同じくバンドメンバーの中では人気があまりないせいか、「トラネスの金髪の人」と呼ばれる。グラムロックが好きなど、かなりの派手好き。
奈々と同様、中流階級の家庭出身という、きわめて平凡な生い立ち。姉が1人いる。非常に明るく単純な性格でバンドのムードメーカー的存在だが、「県民性」を「国民性」と言い間違えたり、パパラッチのことを「パパラッキョ」と言うなど、少々おバカなところがある。勉強も苦手で「バカの吹き溜まりと噂される」高校に辛うじて合格し、単位ギリギリで卒業している。
私生活ではヤスとも親しく、頼りにしているようで何かあるとすぐヤスに告げ口する。奈々のようなタイプの女性が好みで、そのうえ鈍感で少女趣味な所が奈々とかなり似通っており、実際に対面した際にはすぐに仲良くなった。香坂百合とはお互いのファン。愛車はフェラーリ360モデナ。パパラッチに対して敏感である。
未来のシーンではロンドンに住んでおり、「桃ちゃん」と呼ばれる娘がいる。トラネスを再結成したがっている。

## 四海コーポレーション
都築舞 / 上原美里（つづき まい / うえはら みさと）
アニメでの声優：かないみか/PS2ゲームでの声優：田村ゆかり
身長：153cm、体重：42kg、血液型：A型。
BLACK STONESの地元時代からの熱狂的なファン。ナナ自身でさえ知らないナナの生い立ちに関してかなり詳しい少女。のちにヤスの尋問により「上原美里」は偽名と判明した。高校を中退してブラストの事務所に就職した際に本名を明かしたが、かつての馴染から、現在でもメンバーから美里と呼ばれている。金髪の縦ロールヘアだったが、就職活動のため黒のボブに変更。その後、再び金髪になった。
ナナの祖母・美雪の愛人だった祖父が遺した日記に大崎家の事情が詳しく書いてあったため、舞はそれを読んでナナに関する情報を手に入れていた。そして、ナナに近づきたいという思いから、ナナの妹である「上原美里」の名前を名乗る。さらに、「ブラストに関することは何でも事細かに調べる癖がついてしまったため、異常なまでに詳しくなった」と本人は語っている。
ナナの大ファンでヴィヴィアン・ウエストウッドの高い服などを貢いでいる。通っていた高校には友人がおらず、家でも居心地が悪かったらしい。
追っかけをしていた時代からブラストのファンに快く思われていないのを察しているためか、他のファンの前に現れるのを避けている。作中の描写から、管理売春を匂わせている。
諸星銀平（もろぼし ぎんぺい）
アニメでの声優：立木文彦/PS2ゲームでの声優：竹本英史
バンド"BLACK STONES"のチーフマネージャー。登場時28歳。通称・銀ちゃん。オネエ言葉を喋る。痩身の多い『NANA』の登場人物の中では貴重な、がっちりした厳つい体格。ヤスが一番好き。美雨とヤスの交際を一番苦々しく思っていたりもする。またシンに対しても甘い。
ブラストのことを一番思っている縁の下の力持ちでもある。
篠田美雨（しのだ みう）
アニメでの声優：千葉紗子
通称「ミュー」。芸名は「美雨」のみ。1973年9月12日生まれの27歳だが、仕事上では22歳ということにしている。四海コーポレーション所属の売れない女優。血液型：A型。人生経験が豊富な割には恋愛に関して非常に晩熟で、今のところ結婚願望はない。ナナの婚約と前後してヤスと交際を始める。Vシネマ出演をきっかけに麻雀が強くなり、麻雀の腕はシンよりもさらに上。着付け技能士の師範免許を持っている。
神経質な性格で、ナナと同じ過呼吸の病状を持つ。また、腕にはリストカットの痕がある。熱帯魚を飼っている。朝は必ず牛乳を飲む。好きな酒はヤスと同じく純米酒とバーボン。
香坂百合（こうさか ゆり）
アニメでの声優：すほうれいこ
本名は松本朝海（まつもと あさみ）。22歳。家出をしたところを事務所に拾われ清純派アイドルとしてデビューするも売れず、やがて少しずつグラビアアイドルとして活躍し、のちに売れっ子AV女優として活躍。演技力はかなりのものである。ストーカー被害を避けるという名目で（本当は男に貢ぎ過ぎてお金がなくなってしまったため）四海コーポレーションの寮に住んでいる。それがきっかけでノブと親密になり、現在は交際中。特技は「色仕掛け」。少々勝気で現実的。ナナ同様に女王様気質で、自己陶酔な面も。美雨のことを嫌っている節がある。雰囲気や巻き髪が何となく奈々に似ている。トラネスメンバーの中ではナオキが一番好き。
のちに演技力を買われ、R指定の映画のオファーがくる。
金本豪（かねもと ごう）
アニメでの声優：若本規夫
51歳。四海コーポレーション社長。舞を愛人にしているらしい。
杉村清（すぎむら きよし）
43歳。香坂百合のマネージャー。5年前に、新宿の町をフラフラしていた百合を拾ってきた人物。実際の所は「上玉だから売り飛ばせば金になる」と考えて拾ったらしいが、手抜きせず本気で仕事をする百合を見て、真剣にサポートするようになる。
山岸（やまぎし）
アニメでの声優：黒田崇矢
四海の寮の警備員。刑務所あがりらしい。昼間から酒を呑んで寝ている事が多く、一部の所属タレントを不快にさせていたことがある。
日高修（ひだか おさむ）
四海お抱え運転手。22歳。
瞬（しゅん）
18巻まで苗字は不明。美雨などのタレントを担当する四海の従業員兼マネジャー。売れないタレントばかりを受け持っているため、多忙なブラスト班の手伝いもしている。

## 奈々の知人友人
早乙女淳子（さおとめ じゅんこ）
アニメでの声優：本田貴子/PS2ゲームでの声優：渕崎ゆり子/映画俳優：能世あんな
身長：168cm、体重：53kg、血液型：A型。
高校時代からの奈々の親友。美大生で、油彩が専門らしい。
中学時代はヤンキーだったせいか、誰にも物怖じしない性格で、相当なしっかり者。奈々に対して数々のきつい助言もするが、友人として支えにもなってくれる重要な存在。あまりに大人びているので、奈々には「おばさん」呼ばわりされている。
京助とは恋人同士で現在同棲中。実家は農家でよく野菜などが送られてくるが、「帰ったら畑仕事を手伝わされる」という理由であまり帰省はしていない模様。洋服屋でアルバイトをしている。
おまけページ「淳子の部屋」の主役。
高倉京助（たかくら きょうすけ）
アニメでの声優：諏訪部順一/PS2ゲームでの声優：うえだゆうじ/映画俳優：高山猛久
身長：180cm、体重：70kg、血液型：O型。
淳子の恋人。淳子と同じ美大に通う。専攻は油彩。好みのタイプは、背が高く色黒の女性（淳子はこの条件にピッタリ当てはまる）。淳子ともども非常に大人びているため、奈々から「熟年カップル」とよく言われる。もともとは章司の高校の同級生で、当時は「同時に何人もの女に手を出すろくでなし」だったらしい。特に3年生のときが一番のモテ期だったが、そのときに本気で惚れていた同級生の姉に遊ばれたことがあった。「女に優しく、男に厳しく」がモットー。奈々に対して、かなり甘い。上京してからは奈々の父親的存在。
遠藤章司（えんどう しょうじ）
アニメでの声優：高橋広樹/PS2ゲームでの声優：前田剛/映画俳優：平岡祐太
身長：175cm、体重：60kg、血液型：A型。
奈々の元彼。淳子とは幼馴染であり、一年浪人したあと同じ美大に通う。地元の専門学校で奈々と出会い恋人になるが、奈々の上京後、アルバイト先のファミリーレストランで幸子と出会う。ちょうどそのころは奈々のわがままぶりに疲れていたこともあり、二股をかけた末、幸子を選んだことで奈々に捨てられた。いわゆるヘタレで大胆さに欠けるが、まっすぐで嘘のつけない性格。奈々いわく「かっこいいけど喋ると馬鹿っぽい」。「淳子の部屋」で、奈々に振られて以降の扱いのひどさを嘆いていた。
川村幸子（かわむら さちこ）
アニメでの声優：小島めぐみ/PS2ゲームでの声優：鈴木真仁/映画俳優：サエコ
1982年5月5日生まれ。身長：146cm、体重:：35kg、血液型：O型。
章司のバイトの後輩で、美大の同級生。現在の章司の恋人。色白で小柄で可愛らしく、章司の好みの女性。奈々と章司がすれ違い始めたころにバイト先の同僚になり、急接近する。章司に彼女がいると知っても諦めきれずに一緒にいようとしたことで章司の心をとらえ、二股の末に彼女に成り代わった。その後は章司と同棲を始める。
佐藤公一（さとう こういち）
アニメでの声優：藤井啓輔/PS2ゲームでの声優：櫻井孝宏
奈々らの行きつけのバー・ジャクソンホールのマスター。看板メニューのジャクソンバーガーは絶品。なぜかいつもフルネームで呼ばれる。記憶力が良い。
水越誠一（みずこし せいいち）
アニメでの声優：浜田賢二/PS2ゲームでの声優：前田剛
奈々の東京での最初のバイト先「サブリナ」の店長。29歳。奈々を雇って1か月ほどで廃業し、故郷に帰って幼馴染と結婚した。妻の名前は春江。淳子のことを（「ナナ」「ハチ」の続きという意味なのか）「キューちゃん」と呼ぶ。

## 奈々の家族
小松奈津子（こまつ なつこ）
アニメでの声優：平松晶子/映画俳優：宮崎美子
奈々の母。ナナは奈津子のファンである。
小松五郎（こまつ ごろう）
アニメでの声優：石塚運昇
奈々の父。威厳があるようで、天然ボケなところもある。奈々同様、少し思い込みが激しい。タクミが唯一恐れる人物。よく奈美とくだらない口喧嘩をしている。
小松奈緒（こまつ なお）
アニメでの声優：岡村明美/映画俳優：紺谷みえこ
奈々の2歳上の姉。妹2人とは対照的にぽっちゃりしており、しっかり者で優しい性格。奈々いわく「菩薩のよう」。会社勤めをしている。
小松奈美（こまつ なみ）
アニメでの声優：ちか/映画俳優：岡本奈月
奈々の2歳下の妹。短大生。奈々以上に明朗で騒がしいガングロギャル。
一ノ瀬皐（いちのせ さつき）
アニメでの声優：加藤優子
奈々とタクミの子と思われる少女。原作では12巻以降の未来のシーンに登場し、その時点では6歳。
タクミと奈々の長男・蓮を「お兄ちゃん」と呼んでいるため、タクミと奈々の長女で第二子であることが窺える。名づけ親は本城蓮。眉毛がタクミによく似ている。しかし、描写がナナとよく似ている箇所もある。
蓮（レン）
タクミと奈々の長男で第一子と思われる少年。未来シーンでは、奈々・皐と離れ、タクミとともにロンドンに在住。容姿は奈々似。ギタリストでファッションは本城蓮と酷似している。未来のシーンでは、レイラの歌に合わせ、ギターを奏でている。

## ナナの家族・親戚
大崎美雪（おおさき みゆき）
ナナの祖母（＝美鈴の母）で実質の育ての親。戸籍上、1985年11月5日からナナは美雪の養子となっている。女手一つで小料理屋を経営していたが、ナナが高校1年のときに死去。子供には厳しい人だったらしく、美鈴とはあまり仲がよくなかったらしい。美鈴に関する悪口をナナが美雪から聞かされ育ってきた。
都築源一郎（つづき げんいちろう）
故人。通称: 源さん。美雪とは恋仲だったと噂される人物。都築物産の元社長で、舞の祖父にあたる人物。ナナとも親しかった様子。美雪と美鈴の母娘二人がお互い折りが悪かったため、自らが仲立ちして手紙などによる連絡連携の役割を病で亡くなるまで果たしていた。
上原美鈴（うえはら みすず）
ナナの実母。旧姓: 大崎。（2002年時点で）41歳。1960年9月17日東京生まれ。父・勇次（美雪の夫）の死後に母・美雪とともに美雪の郷里に移る。18歳のときに上京、その後ナナを出産して一人で育ててきたが、ある事情により、4歳だったナナを実家に置き去りにして逃げた。現在は再婚し、お好み焼き屋「うえはら」を経営する夫、夫の連れ子である息子・空弘（たかひろ）、夫との間に生まれた娘・美里と大阪で暮らしていたが、サーチの記事になったあとに手紙を残し、逃亡。その間に行方を追っていたサーチのカメラマン・倉田と偶然会う。その際、子供を嫌っている男性と一緒になりたかった理由でナナを置き去りにしたことを倉田に涙ながら告白する。アパートで一人暮らしをしていたが、娘の美里の失踪を知り、家に戻る決意をする。顔立ちも声もナナとよく似ている。
上原美里（うえはら みさと）
ナナの異父妹で、声や容姿はナナにそっくり（倉田いわく「ナナよりかわいい」）。現在中学2年生で、かねてよりブラスト（特にナナ）ファンである。ファンレターにプリクラを貼り、ファンを招いたブラストのクリスマスパーティ（ファン謝恩会）でメンバーと面識ができ、事情（ナナと血縁関係にあること）を知らないブラストメンバーからは「美里2号」と呼ばれている。週刊サーチの報道のあとは岡山県の親戚の所に身を寄せていたが、そこにもマスコミが押しかけてきたため逃げるように上京した。その後は母の美鈴と再会して大阪の家に戻る。都築舞の偽名は彼女から取ったもの。

## 美里の関係者
上原空広（うえはら たかひろ）
美里の異母兄。父親の連れ子であるため美里とは半分しか血がつながっておらず、ナナとは血縁ではない。加世子というヤスファンの彼女がおり、のちに婚約した。
藤本千景（ふじもと ちかげ）
美里のクラスメイトで親友、ブラスト追っ駆け仲間。美里からは「藤本っちゃん（ふじもっちゃん）」と呼ばれている。シンのファン（携帯電話の待受画像も彼の写真にしており、シンのウインクに鼻血を出して卒倒したこともある）。おさげに眼鏡と優等生風だったが、ブラスト謝恩会をきっかけにツインテール＋コンタクトにイメチェン。謝恩会でシンに名刺をもらい、その後メールを交わす仲になった模様。学校では美化委員。面食い。

## COOKIE MUSIC
成田充（なりた みつる）
アニメでの声優：速水奨
COOKIE MUSIC社長。元は売れっ子のアーティスト。あまり頭はよくないらしく、タクミやレイラには蔑ろにされている。レンに曲を書かせるためにコカインを与えていた。
笠井秀樹（かさい ひでき）
アニメでの声優：勝沼紀義
トラネス担当ディレクター。45歳。独身主義。
木下（きのした）
アニメでの声優：三戸耕三
トラネスの付き人。主にレン付きの運転手などをしており、レンに多大な憧れを抱いている。今ではタクミのことも尊敬している。
竹田（たけだ）
アニメでの声優：高戸靖広
通称タケちゃん。トラネスのチーフマネージャー。3人の子持ち。タクミは竹田の細やかな仕事っぷりに絶大な信頼を寄せており、「タケちゃんだけは野垂れ死にはさせないからね」と言っている。
マリ
アニメでの声優：豊口めぐみ
トラネスの付き人。主にレイラ付きのマネージャーを担当。法学部卒。かけている眼鏡は伊達眼鏡。

## 週刊サーチ
このサーチのスクープが物語を大きく動かすきっかけになっている。
工藤（くどう）
アニメでの声優：田中正彦
芸能班デスク。何故かナナに執着し、その過去を探るため、美鈴らに接触している。
倉田稔（くらた みのる）
アニメでの声優：千葉進歩
契約社員のカメラマン。ナナとレンの熱愛発覚現場などを撮影した。人手が足りないせいで、色々と工藤にこき使われている。一度見た他人の顔は決して忘れず、変装していても見破ることができるという特技を持っている。
最初のころは仕事に対する熱意がなかったが、自分の撮った写真で世間を騒がせることに快感を覚えるようになる。さらにナナの生い立ちに関する取材も重ねていくが、次第に罪の意識が芽生えていく。
レイラを連れ戻すために雪の降る中に事故で急逝したレンを最初に発見した。
未来のシーンでも工藤にこき使われている様子。ナナと思われる女性を海外で発見するが、工藤には「見つからなかった」と嘘をつく。そして、隠し撮りしたナナの写真や歌声の入ったテープを、匿名で奈々のもとに届ける。
三宅（みやけ）
アニメでの声優：四宮豪
記者の1人。執拗にナナを追い回し、ヤスに殴られたことがある。しかし、リサーチに関する能力はかなりのもので、ヤスから「感心した」と言われたこともある。菅原とともに失踪したレイラの元に向かうレンを追跡中、事故を目撃する。
新井良行（あらい よしゆき）
編集長。工藤より年下。バツ2。
菅原文江（すがわら ふみえ）
サーチ編集部唯一の女性。30歳。三宅とともにレンの事故を目撃する。

## その他
川野高文（かわの たかふみ）
ガイアレコードのプロデューサー。ブラストに惚れ込み、スカウト。唯一ナナたちの才能を買ってくれる人。ナナたちには陰で「タヌキ」と呼ばれている。若いころはパンクスだったらしい。シンの事件により異動させられる。
森尾美加（もりお みか）
アニメでの声優：芝原チヤコ
ブラストのヘアメイク担当。37歳人妻。ちょっとお喋り。シンに小説『隣の奥さん』シリーズを与える（のちに香坂百合主演のR指定Vシネマ化）。
マサル
ブラストのスタイリスト担当。
結城詩音（ゆうき しおん）
ブラスト私設ファンクラブ会長で、ブラストのインディーズ時代からのファン。むしろ、ヤスのファン。ブルート時代から追い駆けている。ヤスとの私的な交流も昔からあるが、恋人になることはあえて選ばず、献身的に尽くすことで満足感を得ている。
ヤスとお揃いの指輪をはめており、煙草もヤスと同じ銘柄を愛飲。セレブ風の美人。現在は東京・代々木上原在住。表向きは無職（実際は子飼い娼婦）で、資産家のパパ（お父さんの意ではない）からお金をもらい、ブラストの追っかけやヤスの依頼でファンのフォローなどに時間を割いているようで、「ブラスト私設ファンクラブの会長」の肩書きを名乗る。泣き黒子が特徴。右肩に「YASU」という文字をデザインしたタトゥーをいれている。現在は黒の長い巻き髪。ブルート追っかけ時は明るい茶髪のボブ、金髪のミディアム・ロングなど。
サキ
ブラストのインディーズ時代からのファン。詩音と常に行動をともにする。
クララ
「ブラストおっかけ連合」関西支部の隊長。高校3年生。栗毛のストレートロングを左右で結わえたお団子頭が特徴のコテコテの関西人。とても声が大きく、一声で身勝手に行動しているファンを統率できる。追っかけグループに属して間もない美里や千景の世話役をしている。厳しく見えるが、美里のために無理を承知でヤスにサインを頼むなど優しい一面もある。
鞠花（まりか）
ブラストのインディーズ時代からの追っかけファン。ノブの熱烈ファンで、ノブが高校を卒業した際には第2ボタンを高額で競り落としたらしい。ルイと行動を共にする。ブラストがラジオ局やCDショップ廻りなどをする際も新幹線を特定して同乗しているなどの追っかけ行為をする。若年ファンである美里（2号）や千景に親切。詩音のことは嫌っているがブラストの新規ファンを暴走せぬよう統率してくれることなは一目を置く。
ルイ
ブラストのインディーズ時代からの追っかけファン。常に鞠花と行動をともにしている。細身でパンクスタイルがよく似合う女性。愛煙している煙草はヤスと同じ。美里（舞）、詩音を嫌っている。
柏木凌子（かしわぎ りょうこ）
シンの実家と同じ南青山のマンションに居を構えていた女性。フライトアテンダントをしている。シンが家出した際に保護（連れ込み）、日本語が不明瞭かつ家庭に居場所のないシンの話し相手となり、炭酸水の飲み方などの生活習慣から女性への接し方、性奉仕までを教え込んだ。レイラに似た容姿だが、似ているかどうかの評価は人によりまちまちである。美少年マニアで、シン以外に自分が調教した少年を売り物にした売春サイトを管理していた。大麻（マリファナ）所持でシンとともに逮捕される。
アルト、タイガ
ヤスとレンがブラストを結成する前に組んでいたバンド「ブルート」のボーカル（アルト）とベース（タイガ）。どちらもあまりやる気がなかったらしい。回想シーン・番外編のみに登場。
アニメ版では「ブルート」の持ち歌として「Dirty Pretty」という曲が作られたが、本編未使用。
アツシ
トラネスの二代目ギタリスト。タクミやレイラとは同じ高校の生徒だった。タクミとの衝突が原因で脱退する。嫌味をよく言う。回想シーン・番外編のみに登場。
一ノ瀬恵（いちのせ めぐみ）
タクミの3つ上の姉。中学時から一時グレていたらしいが、母親の入院生活が長引くと、高校に行かずに働く道を選んで家庭を支える。勉強は苦手だったが、タクミを立派に高校まで卒業させることを目標にしてタクミの高校卒業を実現させた。現在一般の会社員と結婚し、アルコール依存症の父親の面倒を見ており、タクミからの仕送りも受け取らないほどしっかり者になっている。親に代わってずっとタクミの面倒をみていた。番外編（ナオキ編、タクミ編）のみに登場。